# 饼图

英语为母语的人口分布饼图

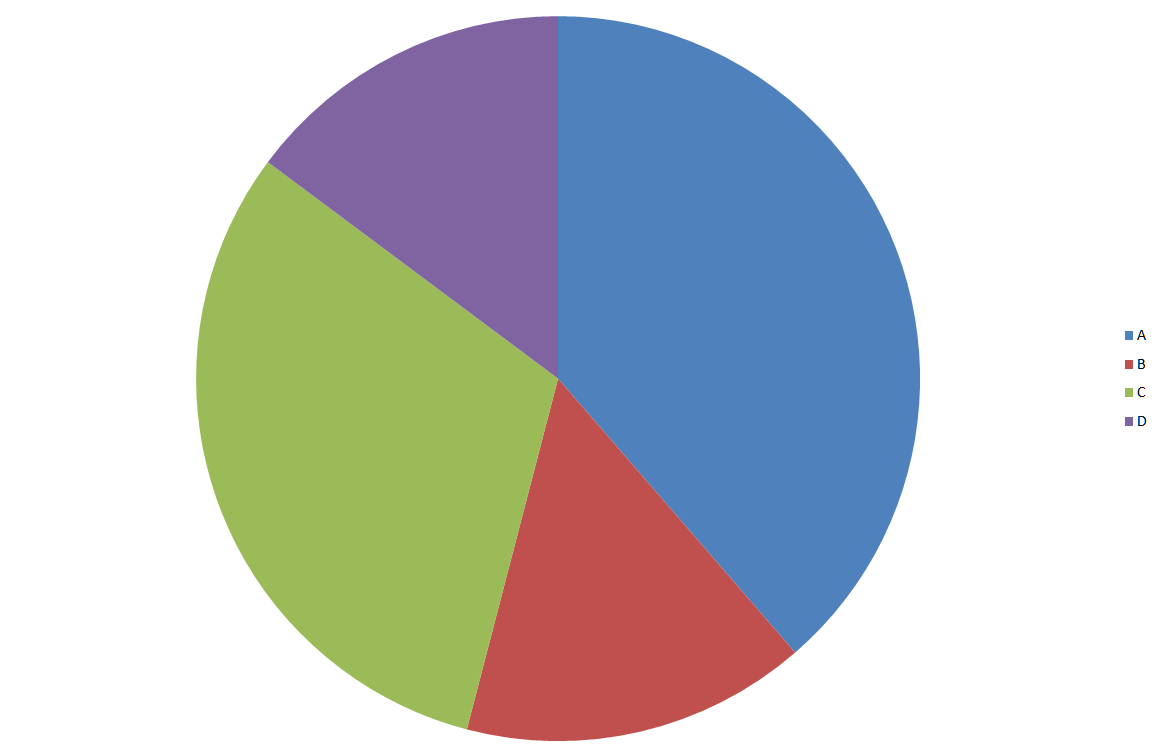
一个饼图例子。

圓形圖，或称餅圖，是一个划分为几个扇形的圆形統計圖表，用于描述量、频率或百分比之间的相对关系。在饼图中，每个扇区的弧长（以及圆心角和面积）大小为其所表示的数量的比例。这些扇区合在一起刚好是一个完全的圆形。顾名思义，这些扇区拼成了一个切开的饼形图案。
饼图在商业领域和大众媒体中几乎无处不在，但很少用于科技出版物。这是受到批评最多的图表之一，而很多统计学家建议避免使用这一图表。它们指出，在饼图中很难对不同的扇区大小进行比较，或对不同饼图之间数据进行比较。在一些特定情况下，饼图可以很有效地对信息进行展示。特别是在想要表示某个大扇区在整体中所占比例，而不是对不同扇区进行比较时，这一方法十分有效。饼图在扇区所占比例达到总体的25%或50%时，可以很好地达到展示的目的。但通常，可能更多情况会采用其它图表如条形图或圆点图，或非图表的方法如表格来表达信息。
通常认为，已知最早的饼图是威廉·普莱菲于1801年在他的《统计学摘要》Statistical Breviary中所作。

## 示例
以下数据基于2004年欧洲议会选举的初步结果。以下表格中列出了分配给各个党派的席位数量，并计算出了他们各自所占的百分比。最后一列的数值为每个扇区的圆心角，由360°乘以百分比得到。
| 团体 | 席位 | 百分比（%） | 圆心角（°） |  |
| EUL  | 39   | 5.3         | 19.2        |  |
| PES  | 200  | 27.3        | 98.4        |  |
| EFA  | 42   | 5.7         | 20.7        |  |
| EDD  | 15   | 2.0         | 7.4         |  |
| ELDR | 67   | 9.2         | 33.0        |  |
| EPP  | 276  | 37.7        | 135.7       |  |
| UEN  | 27   | 3.7         | 13.3        |  |
| 其它 | 66   | 9.0         | 32.5        |  |
| 合计 | 732  | 99.9*       | 360.2*      |  |

*由于进行取整，合计没有达到100和360。
每个圆心角的大小都与其所对应的数量成一定比例，在这个例子里就是席位。由于圆心角的合计需要等于360°，所以一个数量的圆心角就是其在360度中所占的大小。举个例子，最大团体(EPP)的圆心角为135.7°。因为360乘以0.377并保留一位小数，等于135.7。

## 用法讨论

同时用饼图和条形图绘制的三组数据。

统计学家认为将饼图用于表达信息的效果很差。虽然饼图在商业领域和杂志中的使用很广泛，科学文献中却很少用到饼图。原因就是饼图用面积取代了长度，这样就加大了对各个数据进行比较的难度。根据史蒂文斯幂函数定律，面积只能提供0.7的感知力，而长度的感知力有1.0。由于感知力的差异与实际差异呈线性相关，长度更适宜用于量度。
根据AT&T贝尔实验室的研究，使用角度来进行比较没有使用长度精确。右图给出了相同数据绘制的三个饼图，而下文则是对应的条形图。在饼图中很难根据大小对比较对象进行排序，但条形图却很容易做到这一点。同样，用条形图更容易进行数据集之间的比较。但是，如果目的是在单一图表中对一个对象（饼图中的扇区）和整体（整个饼图）之间的关系进行比较，且比例接近25%的倍数（如25%或50%），饼图效果比条形图好。

## 变体和类似图表

### 分裂式饼图
饼图中的一个或几个扇区从图表中分离开来的形式。这种图表用于强调某个扇区，或强调图表中其它占更小比例的扇区。

### 透视(三维)饼图

三维饼图示例

这种饼图样式用于表现一种三维外观的图表。使用这种图表通常是出于美观的目的，使用三维外观并不能改善图表中数据的读取。相反，由于使用了三维透视的扭曲效果，这种图表更难对数据进行分析。通常并不鼓励使用多余的维数来美化图表，这个规律并不只对饼图有效。

### 极区图

弗罗伦斯·南丁格尔绘制的“东部军队死亡原因图”。

弗罗伦斯·南丁格尔于1858年首次使用了一种现在称为极区图的图表类型，有时也称为南丁格尔玫瑰图。这种图表有时会被错误地称为“鸡冠花”（"coxcomb"），但这个名称是南丁格尔用于称呼使用这一图表的书，而不是图表本身。
极区图和通常使用的饼图很类似，扇区的角度和饼图一样但扇区离圆心的距离并不相同。据说南丁格尔早期大部分声望都来自其对数据清楚且准确的表达。
虽然通常认为南丁格尔发明了这一图表，但更早之前也有人使用。利昂·拉兰内于1843年使用极区图来表示罗经点附近风向的频率。而André-Michel Guerry是更早的"玫瑰图"形式发明者，他于1829年的论文就采用它来表示循环现象发生的频率。

## 历史
通常认为，已知最早的饼图是威廉·普莱菲于1801年在他的《统计学摘要》Statistical Breviary中所作。书中一共列了两张这种图表。这一发明最初并没有得到广泛应用。查尔斯·约瑟夫·米纳尔德于1858年成为第一个使用这一图表的人，特别是在地图中增加了相关的三维信息。

威廉·普莱菲在《统计学摘要》中使用的一张饼图，描述了1789年以前土耳其帝国在亚洲、欧洲及非洲中所占的比例。
米纳尔德使用饼图所做的地图，用于所示从法国周边运到巴黎消费的牛数量(1858)。

根据英国电视节目QI描述，弗罗伦斯·南丁格尔也曾大量使用饼图来表示百分比。

## 备注
1. ↑  Cleveland, p. 262
2. ↑  Wilkinson, p. 23.
3. ↑  Tufte, p. 178.
4. ↑  van Belle, p. 160–162.
5. 1 2 3 4  Spence (2005)
6. ↑  Good and Hardin, p. 117–118.
7. 1 2  Tufte, p. 44
8. ↑  Cleveland, p. 86–87
9. ↑  Good and Hardin, chapter 8.
10. ↑  . Florence Nightingale Museum.   [2006-11-21]. （原始内容存档于2006-12-07）. （页面存档备份，存于）
11. ↑  Palsky, p. 144–145